# Nötigung (Österreich)
Der Straftatbestand der Nötigung ist im Strafrecht Österreichs im § 105 StGB geregelt. Strafbar ist die Nötigung eines anderen zu einer Handlung, Duldung oder Unterlassung durch Gewalt oder durch gefährliche Drohung. Die Strafdrohung beträgt bis zu einem Jahr Freiheitsstrafe.

## Tatbestand
Die Nötigung ist ein zweiaktiges Delikt. Der 1. Akt besteht in der Gewalt oder mit der gefährlichen Drohung; der 2. Akt besteht aus einer Handlung, Duldung oder Unterlassung.
Die Nötigung ist ein Delikt gegen die Freiheit, genau gesagt, gegen die Willensfreiheit.
Die gefährliche Drohung ist in der Legaldefinition des § 74 Abs. 1 Z 5 StGB beschrieben.
Eine Nötigung ist vollendet, sobald das Opfer mit der Handlung, Duldung oder Unterlassung beginnt; widersetzt sich das Opfer erfolgreich, kommt gemäß § 15 StGB noch die Strafbarkeit des Versuch infrage.

## Rechtswidrigkeit
Die Tat ist jedoch nicht rechtswidrig, wenn die Anwendung der Gewalt oder Drohung als Mittel zu dem angestrebten Zweck nicht den guten Sitten widerstreitet. Diese Ausnahme von der Strafbarkeit bildet einen Rechtfertigungsgrund und dient dazu, Drohungen von der Strafbarkeit auszunehmen, die von der Rechtsordnung als nicht verwerflich anzusehen sind.

## Qualifikation
Im § 106 StGB ist als Qualifikation des § 105 StGB die Schwere Nötigung geregelt. Mit strengeren Strafdrohungen sind Nötigungen bedroht, die entweder den Genötigten zu einer besonders verwerflichen Handlung nötigen oder eine besonders schlimme Folge verursachen. Der Strafrahmen erhöht sich auf mindestens sechs Monate bis zu fünf Jahren Freiheitsstrafe, wenn
- mit dem Tod, mit einer erheblichen Verstümmelung oder einer auffallenden Verunstaltung, mit einer Entführung, Brandstiftung, Gefährdung durch Kernenergie, ionisierende Strahlen oder Sprengmittel oder mit der Vernichtung der wirtschaftlichen Existenz oder gesellschaftlichen Stellung gedroht wird;
- die genötigte oder eine andere Person, gegen die sich die Gewalt oder gefährliche Drohung richtet, durch diese Mittel längere Zeit hindurch in einen qualvollen Zustand versetzt wird oder
- die genötigte Person zur Eheschließung, zur Prostitution oder zur Mitwirkung an einer pornographischen Darbietung (§ 215a Abs. 3 StGB) oder sonst zu einer Handlung, Duldung oder Unterlassung veranlasst, die besonders wichtige Interessen der genötigten oder einer dritten Person verletzt wird.

Hat die Nötigung den Selbstmord oder einen Selbstmordversuch des Opfers oder einer anderen Person, gegen die sich die Gewalt oder
gefährliche Drohung richtet, zur Folge, so erhöht sich die Strafandrohung auf mindestens ein bis zu maximal zehn Jahren Freiheitsstrafe. Mit der gleichen Strafe ist bedroht, wer eine Nötigung zur Prostitution oder zur Mitwirkung an einer pornographischen Darbietung gegen eine
unmündige Person, im Rahmen einer kriminellen Vereinigung, unter Anwendung schwerer Gewalt oder so begeht, dass durch die Tat das
Leben der Person vorsätzlich oder grob fahrlässig gefährdet wird oder die Tat einen besonders schweren Nachteil für die Person zur
Folge hat.